# خانواده فانگ (فیلم)
خانواده فانگ (به انگلیسی: The Family Fang) فیلمی است محصول سال ۲۰۱۵ و به کارگردانی جیسون بیتمن است. در این فیلم بازیگرانی همچون جیسون بیتمن، نیکول کیدمن، کریستوفر واکن، ماریان پلانکت، جیسون باتلر هارنر، کاترین هان، جاش پایس، گراینگر هاینس، مایکل چرنوس، گابریل ابرت ایفای نقش کرده‌اند.

## خلاصه داستان
یک خواهر و برادر (نیکول کیدمن و جیسون بیتمن) که به تازگی به خانه پدری خود بازگشته اند، متوجه می‌شوند که پدر و مادرشان برای معروفیت مرگ خود را جعل کرده و ناپدید شده‌اند. حال آنها چاره ایی جز پیدا کردنشان ندارند…

## بازیگران
| بازیگر        | نقش        |
| ------------- | ---------- |
| نیکول کیدمن   | آنی فنگ    |
| جیسون بیتمن   | بکستر فنگ  |
| کریستوفر واکن | کیلب فنگ   |
| ماریان پلانکت | کامیل فنگ  |
| هریس یولین    | هوبارت     |
| لیندا ایمند   | خانم دلانو |